# Chaetodipus
Chaetodipus is een geslacht van zoogdieren uit de familie van de wangzakmuizen (Heteromyidae). De wetenschappelijke naam van het geslacht werd in 1889 gepubliceerd door Clinton Hart Merriam.

## Soorten
Er worden 21 soorten in dit geslacht geplaatst:
- Chaetodipus ammophilus (Osgood, 1907)
- Chaetodipus arenarius (Merriam, 1894)
- Chaetodipus artus (Osgood, 1900)
- Chaetodipus baileyi (Merriam, 1894) - Baileymuisgoffer
- Chaetodipus californicus (Merriam, 1889) - Californische muisgoffer
- Chaetodipus collis (Blair, 1938)
- Chaetodipus durangae Neiswenter, D. J. Hafner, Light, Cepeda, Kinzer, L. F. Alexander, & Riddle, 2019
- Chaetodipus eremicus (Mearns, 1898)
- Chaetodipus fallax (Merriam, 1889)
- Chaetodipus formosus (Merriam, 1889)
- Chaetodipus goldmani (Osgood, 1900)
- Chaetodipus hispidus (S. F. Baird, 1858) - Ruige goffer
- Chaetodipus intermedius (Merriam, 1889)
- Chaetodipus lineatus (Dalquest, 1951)
- Chaetodipus nelsoni (Merriam, 1894)
- Chaetodipus penicillatus (Woodhouse, 1852)
- Chaetodipus pernix (J. A. Allen, 1898)
- Chaetodipus rostratus (Osgood, 1900)
- Chaetodipus rudinoris (D. G. Elliot, 1903)
- Chaetodipus siccus (Osgood, 1907)
- Chaetodipus spinatus (Merriam, 1889)